# Leptoconops xuthosceles
Leptoconops xuthosceles är en tvåvingeart som beskrevs av Chanthawanich och Mercedes Delfinado 1967. Leptoconops xuthosceles ingår i släktet Leptoconops och familjen svidknott.
Artens utbredningsområde är Thailand. Inga underarter finns listade i Catalogue of Life.